# Rue des Singes
La rue des Singes est une ancienne voie de Paris qui était située dans l'ancien 7e arrondissement et qui a été absorbée en 1868 par la rue des Guillemites.

## Origine du nom
La rue doit son nom à une propriété appelée la « maison aux Singes » qui y était située,.

## Situation
Située dans l'ancien 7e arrondissement, quartier du Mont-de-Piété, cette voie commençait aux 10-12, rue Sainte-Croix-de-la-Bretonnerie et se terminait aux 1-3, rue des Blancs-Manteaux.
Les numéros de la rue étaient noirs. Le dernier numéro impair était le no 5 et le dernier numéro pair était le no 12.

## Historique
En 1250, cette voie est déjà entièrement construite. Sauval indique que cette rue s'appelait en 1269 « rue Pierre d'Estampes » ; elle devient ensuite, par altération, « rue Perriau », « rue Perrot » et « rue Perreau d'Estampes ».
Elle est citée dans Le Dit des rues de Paris, de Guillot de Paris, sous la forme « rue à Singes ».
Elle est citée sous le nom de « rue des Singes » dans un manuscrit de 1636 dont le procès-verbal de visite indique : « avons veu quantité de boues et immundices ».
La rue venait buter sur le couvent des Blancs-Blanteaux. Celui-ci était adossé à l'enceinte de Philippe Auguste qui passait au niveau de l'actuel square Charles-Victor-Langlois. Jacques Hillairet, l'historien des rues de Paris, précise qu'à hauteur du no 14 (numéro aujourd'hui disparu) se dressait la tour de l'enceinte de Philippe Auguste précédant la poterne Barbette, rue Vieille-du-Temple.
Une décision ministérielle, du 4 floréal an VIII (24 avril 1800), signée Bonaparte, fixe la largeur de cette voie publique à 6 mètres. Cette largeur est portée à 10 mètres, en vertu d'une ordonnance royale du 12 juillet 1837.
En 1868, la rue des Singes est absorbée par la rue des Guillemites.

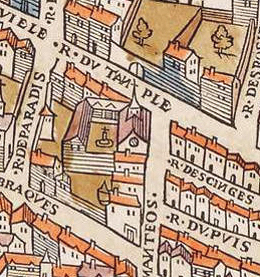
La rue des Singes sur le plan de Truschet et Hoyau.